# 玩轉姻「玄」路
玩轉姻「玄」路（英語：Love Match Turnaround），為香港有線電視的一個玄學愛情電視節目，於2009年3月7日起在有線娛樂台逢星期六22:00-23:00播放，並於星期日在有線新知台21:00-22:00重播，每集大約60分鐘（連廣告），主持為堪輿學家麥玲玲、藝人黃翠如及區焯文。節目主要環節是為單身男女進行戀愛配對，並從玄學角度提供意見；每集亦會邀請一位藝人作嘉賓進行有關愛情的訪問。節目類型於香港鮮有。

## 節目形式
節目每集首15分鐘為藝人嘉賓訪問。
其後會選出一位主角與另外三位異性追求者，播放各人的介紹。出場時追求者會戴上明星面具，例如：周杰倫、劉德華等；而主角全程會坐於一個蛋形中，於最後選擇追求者後才會見其樣貌。由麥玲玲以面相、手相、身相、八字命理、姓名學等不同算命方式來預計三位追求者與其主角是否匹配。追求者亦會進行表演吸引主角，其後追求者會與主持及嘉賓進行問答，透過答案協助主角選擇哪一位追求者。

## 各集嘉賓
- 第1集：袁彌明[5]
- 第2集：唐寧[6]
- 第3集：吳嘉龍[7]
- 第4集：焦媛[8]
- 第5集：諸葛梓岐[9]
- 第6集：黃又[10]
- 第7集：李曼筠[11]
- 第8集：陳彥行[12]
- 第9集：林子聰
- 第10集：吳亭欣[13]
- 第11集：周秀娜
- 第12集：雷凱欣
- 第13集：梁慧恩
- 第14集：張文慈

## 爭議與結束
此節目接受公眾報名參與，但有指主角與三位追求者為均是製作方安排的媒子，以營造可控的節目效果。
2009年4月有線電線出現高層人事變動，娛樂台的主導權從徐小明轉到胡容卿之手，隨之在6月進行節目改革，有指此節目本來收視理想，得廣告商支持繼續製作，但最終亦在改革中被決定結束。

## 外部連結
- 「愛情公寓」玩轉姻玄路
- 「有線寬頻」玩轉姻玄路 （页面存档备份，存于）
- 「有線衛視新知台」玩轉姻玄路[永久]